# Maßweiler
Maßweiler ist eine Ortsgemeinde im Landkreis Südwestpfalz in Rheinland-Pfalz. Sie gehört der Verbandsgemeinde Thaleischweiler-Wallhalben an, innerhalb derer sie gemessen an der Einwohnerzahl die fünftgrößte und gemessen an der Fläche die viertgrößte Ortsgemeinde darstellt.

## Geographie

### Lage
Maßweiler liegt nördlich des Schwarzbachtals auf der Sickinger Höhe. Zu Maßweiler gehören zusätzlich die Wohnplätze Faustermühle, Hitscherhof, Kneispermühle und Häselbergerhof. Nachbargemeinden sind – im Uhrzeigersinn – Schmitshausen, Herschberg, Thaleischweiler-Fröschen, Höhfröschen, Rieschweiler-Mühlbach und Reifenberg.

### Gewässer
Die Gemarkung reicht im Süden bis an den Schwarzbach und im Osten bis an das Tal der Wallhalb heran, die auf der Gemeindegemarkung von rechts in ersteren mündet. Etwas weiter westlich nimmt der Schwarzbach ebenfalls von rechts den Floßbach auf.

## Geschichte
Im Laufe seiner Geschichte wechselte Maßweiler oft die verwaltungsmäßige Zugehörigkeit. Die erste Erwähnung fand Maßweiler im Jahr 1304 anlässlich eines Streites von Graf Walram I. von Zweibrücken mit seinem Bruder Eberhard. Maßweiler besaß mit Reifenberg eine gemeinsame Gemarkung und war gegenüber der Abtei Wörschweiler zehntpflichtig. Der Hitscherhof im Süden Maßweilers geht auf ein 1295 erstmals erwähntes Dorf Hizhusin zurück, das 1563 eingegangen war. Auch der Ort Mulenhusin ist 1295 erwähnt. An dessen Stelle erbaute der Müller Faust 1705 die heutige Faustermühle. Das 1440 genannte Knyswilre ist Vorläufer der Kneispermühle.
Bis zum Ende des 18. Jahrhunderts gehörte Maßweiler zum Herzogtum Pfalz-Zweibrücken, 1760 war der Ort dem Schultheißenamt Contwig zugeordnet. Nach der Einnahme des Linken Rheinufers durch französische Revolutionstruppen (1794) und der Neuordnung der Verwaltung nach französischem Vorbild gehörte der Ort zunächst zum Kanton Contwig und anschließend zum Kanton Zweibrücken im Departement Donnersberg. Während dieser Zeit besaß er eine eigene Mairie. 1815 hatte der Ort insgesamt 415 Einwohner.
Als die Pfalz 1816 nach dem Wiener Kongress und einem Gebietstausch mit Österreich zu Bayern kam, gehörte die Gemeinde Maßweiler zum Landkommissariat Zweibrücken, aus dem 1862 das gleichnamige Bezirksamt hervorging.
1939 wurde Maßweiler in den Landkreis Zweibrücken eingegliedert. Maßweiler war Sitz eines Bürgermeistereiamts, das auch für die Gemeinden Reifenberg und Rieschweiler zuständig war. Nach dem Zweiten Weltkrieg wurde die Gemeinde innerhalb der französischen Besatzungszone Teil des damals neu gebildeten Landes Rheinland-Pfalz. Im Zuge der ersten rheinland-pfälzischen Verwaltungsreform wechselte sie 1972 in den Landkreis Pirmasens (ab 1997 Landkreis Südwestpfalz); im selben Jahr neugeschaffenen Verbandsgemeinde Thaleischweiler-Fröschen zugeordnet. Seit 2014 gehört sie zur Verbandsgemeinde Thaleischweiler-Wallhalben.

## Politik

### Gemeinderat
Der Gemeinderat in Maßweiler besteht aus zwölf (bis 2014: 16) Ratsmitgliedern, die bei der Kommunalwahl am 9. Juni 2024 in einer personalisierten Verhältniswahl gewählt wurden, und dem ehrenamtlichen Ortsbürgermeister als Vorsitzendem.
Die Sitzverteilung im Gemeinderat:
| Wahl | SPD | CDU | WGR | Gesamt   |
| ---- | --- | --- | --- | -------- |
| 2024 | 3   | 9   | –   | 12 Sitze |
| 2019 | 4   | 8   | –   | 12 Sitze |
| 2014 | 7   | 9   | –   | 16 Sitze |
| 2009 | 7   | 6   | 3   | 16 Sitze |
| 2004 | 6   | 7   | 3   | 16 Sitze |

### Bürgermeister
Herbert Semmet (CDU) wurde am 16. Juli 2014 Ortsbürgermeister von Maßweiler. Bei der Direktwahl am 26. Mai 2019 wurde er mit einem Stimmenanteil von 73,46 Prozent und am 9. Juni 2024 als einziger Bewerber mit 81,8 % jeweils für weitere fünf Jahre in seinem Amt bestätigt. Semmets Vorgänger war Jürgen Herzog (SPD), der das Amt 19 Jahre ausübte.

### Wappen
| Wappen von Maßweiler | Blasonierung: „Von Schwarz und Gold wellenförmig schräglinks geteilt, oben rechts eine goldene Lilie, unten links ein rotes Mühlrad.“ |
| Wappen von Maßweiler | Wappenbegründung: Die Farben Gold und Rot entstammen dem Wappen der Grafen von Zweibrücken, Schwarz und Gold dem der Wittelsbacher von der Kurpfalz und Pfalz-Zweibrücken. Die Lilie ist das Attribut des heiligen Antonius, dem die Dorfkirche geweiht ist. Das Mühlrad verweist auf das verlassene Mühlhausen. Das Wappen wurde 1978 von der Bezirksregierung Rheinhessen-Pfalz verliehen. |

## Kultur und Sehenswürdigkeiten

### Kulturdenkmäler

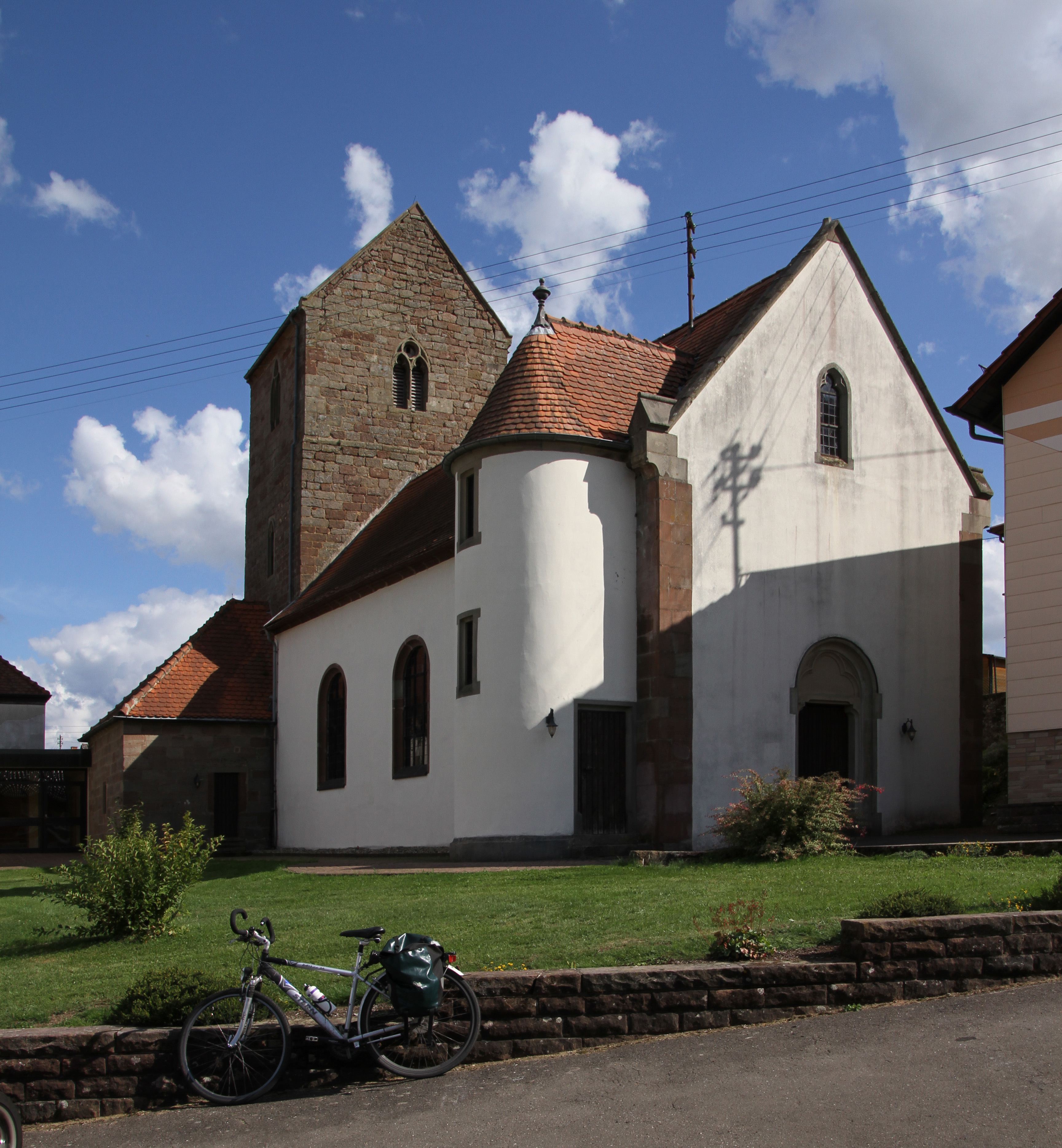
Evangelische Pfarrkirche

Der Josephs-Hof aus dem Jahre 1801 ist als Denkmalzone ausgewiesen. Seine Scheune beherbergt ein Küchen- und Bauernmuseum mit der wahrscheinlich größten Waffeleisensammlung Deutschlands.
Hinzu kommen insgesamt 18 Einzelobjekte, die unter Denkmalschutz stehen, darunter die Kneispermühle und die evangelische Pfarrkirche mit ihrem Turm, der aus der Zeit um 1200 stammt.

### Natur
Im Gemeindegebiet existieren drei Naturdenkmale. Zudem erstreckt sich das Naturschutzgebiet Auf dem Hausgiebel mit der Nummer 340212 über die Gemarkung von Maßweiler.

### Tierart Wildtierstation
An der östlichen Gemarkungsgrenze von Maßweiler liegt die TIERART Wildtierstation, eine Wildtierauffangstation für heimische Tiere, Nutztiere und exotische Katzen. In einer unterirdischen Bunkeranlage befindet sich eine Ausstellung mit dem Titel The Cave – Tiere im Krieg.

### Trivia
Beim Weiler Hitscherhof im Schwarzbachtal wurde 1993 ein 18-Loch-Golfplatz angelegt. Dieser ist Schauplatz von Olaf Pausts „Pfalz-Krimi“ Handicap 13 (2003).

### Veranstaltungen
Seit 2008 findet das jährliche Dorffest nicht mehr am Brunnenplatz statt, sondern auf dem Parkplatz vor dem Sportheim. Die „Masswill’rer Kerb“ wird stets am vierten Wochenende im September abgehalten.

## Wirtschaft und Infrastruktur

### Verkehr
Durch die Gemeindegemarkung verlaufen die Landesstraßen 466, 476 und 477.

### Militär
Während des Kalten Kriegs wurden in ehemaligen Westwallstollen im „Mühlenser Grund“ zeitweise Atomwaffen der US Army gelagert. Ansässig waren die Massweiler Kaserne und das Massweiler Terminal Station (MAS), die beide 1992 aufgegeben wurden.
Das Gelände ist mittlerweile im Besitz des Tierschutzvereines TIERART e. V., der dort eine Auffangstation für Wildtiere eingerichtet und teilweise auch Großwild untergebracht hat.

### Tourismus
Maßweiler hat Anteil an dem stark frequentierten Mühlenweg, wo besonders die Kneispermühle ein touristischer Anziehungspunkt ist. Durch den äußersten Osten der Gemarkung verläuft außerdem der Sickinger Mühlenradweg. Der mit einem gelben Balken markierte Fernwanderweg Saar-Rhein-Main verläuft im äußersten Norden ein kurzes Stück über die Gemeindegemarkung. Darüber hinaus führt der etwa 14 Kilometer lange Wanderweg Keltenpfad über die Gemeinde. Mitten durch den Kernort verläuft der mit einem gelben Balken versehene Wanderweg, der eine Verbindung mit Contwig sowie Germersheim herstellt.

### Institutionen
Die Tierauffangstation Tierart wurde 1999 von Vier Pfoten und dem Verein Tierart e. V. gegründet und liegt 15 Kilometer entfernt von der Stadt Pirmasens. Das Areal umfasst 14 Hektar und ist für Besucher an Wochenenden und Feiertagen von Ostern bis Ende Oktober öffentlich zugänglich.

## Persönlichkeiten

### Söhne und Töchter der Gemeinde
- Norbert Kohler (1930–2003), Ringer

### Personen, die vor Ort gewirkt haben
- Johann Michael Schang (1757–1842), Priester, von Februar 1802 bis April 1806 vor Ort Pfarrer
- Theo Rörig (1940–2022), Bildhauer, schuf in der örtlichen Kirche einen Altarraum.